# Ulrike Wulf-Rheidt
Ulrike Wulf-Rheidt, geborene Ulrike Wulf (* 21. Dezember 1963 in Freiburg im Breisgau; † 13. Juni 2018 in Athen, Griechenland) war eine deutsche Bauforscherin.
Ulrike Wulf-Rheidt studierte von 1982 bis 1990 Architektur an der Universität Karlsruhe. Anschließend wurde sie wissenschaftliche Hilfskraft am Institut für Baugeschichte der Universität Karlsruhe und arbeitete dort am Teilprojekt A2 Studien zur Geschichte von Baukonstruktion und Bautechnik des Sonderforschungsbereiches 315 der Deutschen Forschungsgemeinschaft. 1991 wurde sie daselbst wissenschaftliche Angestellte. Zwischen 1992 und 1994 nahm Wulf mehrfach an Ausgrabungen des Deutschen Archäologischen Instituts (DAI) in Pergamon und Aizanoi teil. Zudem wirkte sie in einer wissenschaftlichen Kommission zur Restaurierung der Hagia Sophia mit. Von 1995 bis 2001 war sie als wissenschaftliche Assistentin am Lehrstuhl für Baugeschichte der Brandenburgischen Technischen Universität in Cottbus beschäftigt. Sie wurde 1997 in Karlsruhe mit einer Arbeit zum Thema Die hellenistischen und römischen Wohnhäuser von Pergamon – unter besonderer Berücksichtigung der Anlagen zwischen der Mittel- und der Ostgasse der Stadtgrabung in Pergamon promoviert. 2001 wurde Wulf Oberassistentin in Cottbus. 2004 wechselte sie als Leiterin des Architekturreferats an die Zentrale des Deutschen Archäologischen Instituts in Berlin.
Wulf-Rheidt war ordentliches Mitglied des DAI. Sie beschäftigte sich mit hellenistischer und byzantinischer Siedlungs- und Wohnarchitektur, mit römischer und spätrömischer Palastbaukunst sowie der Methodenentwicklung in der archäologischen Bauforschung. Wulf-Rheidt forschte zu traditionellen Bauweisen in Nordwest-China, zu den Kaiserpalästen in Rom und zur spätantiken Kaiserpalastarchitektur in Serbien.
Ulrike Wulf-Rheidt war mit dem Bauforscher Klaus Rheidt verheiratet. Am 13. Juni 2018 starb sie an den Folgen eines Unfalls auf der Akropolis in Athen. Sie wurde auf dem Friedhof der Bergkirche Nimburg bestattet.

## Publikationen (Auswahl)
- mit Klaus Rheidt: Die Matthias-Kapelle auf der Oberburg bei Kobern. (= Materialien zu Bauforschung und Baugeschichte. Band 2, ISSN 0940-578X), Institut für Baugeschichte, Karlsruhe 1991.
- Die hellenistischen und römischen Wohnhäuser von Pergamon. Unter besonderer Berücksichtigung der Anlagen der Mittel- und der Ostgasse. (= Altertümer von Pergamon. Band 15: Die Stadtgrabung. Teil 3), de Gruyter, Berlin u. a. 1999, ISBN 3-11-016412-4.
- mit Adolf Hoffmann: Die Kaiserpaläste auf dem Palatin in Rom. Das Zentrum der römischen Welt und seine Bauten. (= Zaberns Bildbände zur Archäologie. Sonderbände zur Antiken Welt), von Zabern, Mainz 2004, ISBN 3-8053-3325-0 (2., leicht veränderte Auflage. ebenda 2006).
- Herausgeberin mit Felix Pirson: Austausch und Inspiration. Kulturkontakt als Impuls architektonischer Innovation. (= Diskussionen zur archäologischen Bauforschung. Band 9), Kolloquium vom 28.–30.4.2006 in Berlin anlässlich des 65. Geburtstages von Adolf Hoffmann. von Zabern, Mainz 2008, ISBN 978-3-8053-3925-4.
- Herausgeberin mit Martin Müller und Thomas Otten: Schutzbauten und Rekonstruktionen in der Archäologie. Von der Ausgrabung zur Präsentation. (= Xantener Berichte, Band 19), Philipp von Zabern, Mainz 2011, ISBN 978-3-8053-4344-2.
- Herausgeberin mit Peter I. Schneider: Licht-Konzepte in der vormodernen Architektur. (= Diskussionen zur archäologischen Bauforschung. Band 10), Schnell + Steiner, Regensburg 2011, ISBN 978-3-7954-2460-2.
- Herausgeberin mit Peter I. Schneider und Dietmar Kurapkat: Die Architektur des Weges. Gestaltete Bewegung im gebauten Raum. (= Diskussionen zur archäologischen Bauforschung. Band 11), Schnell + Steiner, Regensburg 2012, ISBN 978-3-7954-2914-0.
- Herausgeberin mit Rudolf Haensch: Dialoge über politische Räume in vormodernen Kulturen : Perspektiven und Ergebnisse der Arbeit des Forschungsclusters 3 und Beiträge seiner Abschlusstagung vom 20. – 22. Juni 2012 in München. Band 13, VML, Rahden 2013, ISBN 978-3-86757-393-1.
- Herausgeberin mit Natscha Sojc und Aloys Winterling: Palast und Stadt im severischen Rom. (= Urban spaces. Band 4), Steiner, Stuttgart 2013, ISBN 978-3-515-10300-8.
- Herausgeberin mit Felix Arnold, Alexandra W. Busch und Rudolf Haensch: Orte der Herrschaft. Charakteristika von antiken Machtzentren. (= Menschen – Kulturen – Traditionen. Band 3), VML, Rahden 2012, ISBN 978-3-86757-383-2.
- „Den Sternen und dem Himmel würdig“. Kaiserliche Palastbauten in Rom und Trier. (= Trierer Winckelmannsprogramme, Heft 24), Harrassowitz, Wiesbaden 2014, ISBN 978-3-447-10235-3.
- Herausgeber mit Michael Featherstone, Jean-Michel Spieser, Gülru Tanman: The Emperor's House. Palaces from Augustus to the Age of Absolutism. De Gruyter, Berlin und Boston 2015, ISBN 978-3-11-033163-9.
- Herausgeberin mit Dietmar Kurapkat: Werkspuren. Materialverarbeitung und handwerkliches Wissen im antiken Bauwesen. (= Diskussionen zur archäologischen Bauforschung. Band 12), Schnell + Steiner, Regensburg 2015, ISBN 978-3-7954-3205-8.
- Herausgeberin mit Ortwin Dally und Philipp von Rummel: Beiträge zur Geschichte der Zentrale des Deutschen Archäologischen Instituts. (= Das Deutsche Archäologische Institut. Band 11), Harrassowitz, Wiesbaden 2019, ISBN 978-3-447-11219-2.